# UFC 118
UFC 118: Edgar vs. Penn II é um evento MMA realizado pelo Ultimate Fighting Championship em 28 de agosto de 2010 no TD Garden em Boston, Massachusetts, EUA. Antes do evento será realizada a terceira Fan Expo do UFC.

## Resultados
Nota 1 Pelo Cinturão Peso Leve do UFC.

## Bônus da Noite
Lutadores receberam um bônus de U$60,000.
- Luta da Noite:  Nate Diaz vs.  Marcus Davis
- Nocaute da Noite: Não houve nocaute no evento.
- Finalização da Noite:  Joe Lauzon